# Roger Lewentz
Roger Lewentz, né à Lahnstein le 19 mars 1963 est un homme politique allemand qui appartient au Parti social-démocrate d'Allemagne (SPD).

## Éléments personnels

### Formation et carrière
Il obtient son Mittlere Reife et travaillé à 1991 à l'Office fédéral des techniques d'armement et de l'approvisionnement puis  comme consultant dans le chancellerie de Rhénanie-Palatinat à Mayence.

### Vie privée
Marié, il a quatre enfants.